# Bertrand Kern
Bertrand Kern, né le 4 février 1962 à Belfort, est un homme politique français. Membre du Parti socialiste, il est maire de Pantin depuis 2001.

## Biographie

### Jeunesse et études
Bertrand Kern poursuit des études à l’Institut d'études politiques d'Aix, dont il est diplômé. Il est titulaire d'une maîtrise en droit obtenue à l'université Paris I Panthéon Sorbonne, ainsi que d'un certificat d'aptitude à la profession d'avocat.
Bertrand Kern est cadre bancaire, puis assistant parlementaire de Claude Bartolone à partir de 1988, avant de devenir avocat en 1999.

### Carrière politique
Élu conseiller municipal de Pantin en 1989, puis maire adjoint aux Finances en 1995, il est élu conseiller général du canton de Pantin-Ouest en mars 1998 et réélu dès le premier tour en 2004. Suppléant de Claude Bartolone, il devient député le 1er mai 1998, quand celui-ci est nommé ministre du gouvernement de Lionel Jospin. Il demeure député jusqu'à la fin de la législature en juin 2002.
En mars 2001, il est élu maire de Pantin à l'issue d'un second tour qui l'oppose au maire communiste sortant, Jacques Isabet. Cette élection crée un précédent dans la Seine-Saint-Denis, bastion communiste. Dès son élection, il prend la tête de Pantin-Habitat, principal bailleur de Pantin qui gère plus de 5 000 logements sociaux sur la commune. À partir de 2004 et jusqu'en 2009, il préside l'Office départemental de l'habitat de Seine-Saint-Denis.
En mars 2008, il est réélu dès le premier tour et compte dans sa majorité des élus socialistes, radicaux et écologistes. Depuis janvier 2013, Kern est également président de la Société d'économie mixte immobilière de Pantin (SEMIP).
Le 27 mars 2011, au 2e tour des cantonales, il obtient 81,03 % face à un candidat du FN et conserve son mandat de conseiller général.
En outre, il œuvre pour la mise en place de la communauté d'agglomération Est Ensemble, qu'il préside de janvier 2010 à octobre 2012.
En mars 2014, il est réélu dès le premier tour avec 50,53% des voix. Les grands projets pour la Ville se poursuivent avec la poursuite de la rénovation du quartier des Courtillières et de son parc inauguré en juin 2018, la lutte contre l'habitat indigne dans le quartier des Quatre-Chemins, la reconquête des bords du Canal de l'Ourcq réaménagés pour devenir un lieu de promenade, et le lancement du projet de l’Écoquartier.
Il parraine la candidature de Benoît Hamon pour l'élection présidentielle de 2017.
En mars 2020, il est réélu au premier tour avec 57,6 % des suffrages exprimés en faveur de la liste La Gauche et l’Écologie pour Pantin, avec le soutien des écologistes (qui avaient présenté une liste autonome en 2014). Il déclare que ce quatrième mandat sera son dernier.
En janvier 2023, sous son mandat de maire, il décide de « placer les vœux de la municipalité sous l'égide de l'égalité entre les femmes et les hommes » en prenant notamment la décision de renommer la commune de Pantin en « Pantine » pour une durée d'un an. Un changement uniquement symbolique car « le nom ne figurera pas dans les documents officiels ». La mairie reconnaît « [qu']ajouter la lettre 'E' au nom de la ville peut paraître anecdotique » mais « interpelle ». 

## Décoration
- Chevalier de la Légion d'honneur le 12 juillet 2013[12].